# Quico Taronjí
Francisco Gutiérrez Taronjí (Santander, Cantabria, 17 de diciembre de 1970), conocido como Quico Taronjí, es un periodista, presentador de televisión y capitán de yate español.

## Biografía
En 1997 se licencia en Ciencias de la Información por la Universidad del País Vasco.
Comienza su andadura televisiva en 1998 en TV Melilla, tras dos años en este canal es fichado por la autonómica privada de Madrid, Onda 6.
Dos años después en el 2002, sería fichado por Canal Sur 1, y comienza a despuntar como reportero.
Primero en Jaén y después en Sevilla.
TVE ficha al reportero para comenzar la andadura de España Directo en 2005. Permanece en España Directo hasta 2008, durante su estancia en la televisión pública, TVE, donde en verano del 2007 realiza la circunnavegación de España en velero. La primera vez que un periodista circunnavega el país como patrón reportando al día, llegando a más de 200 localidades y recorriendo más de 3.000 kilómetros de costa.
En 2008 es llamado para ser el Hombre del Tiempo del magacín de las mañanas de TVE.
En 2009, Quico Taronjí trabaja como presentador en Antena 3, y después ficha por Telecinco para presentar el concurso Asalto al furgón del dinero. Después, pasa presentar en Cuatro, el coaching Soy adicto en 2010. Más tarde pasa a ser el reportero de aventura de la cadena. En verano de 2011, presentó en La Sexta Tarde directo.
En 2012, Cuarzo y Telemadrid le contratan para presentar Doble Página, magacín de actualidad de la franja de tarde. Doble Página alcanza una gran acogida en la televisión pública alcanzando una gran audiencia.
Como capitán de yate Quico Taronjí dedicó el año 2013 a navegar a bordo de un kayak trimarán el Mar Mediterráneo entre Algeciras y Estambul.
Los pormenores de esta aventura se han podido seguir a través de la página web aislado.es.
Quico partió el 26 de agosto de 2013, desde Sotogrande, en Cádiz, llegando hasta las costas de Túnez en un kayak Hobie Cat, navegando en solitario sin asistencia ni apoyo. Logró dos récords de navegación: la distancia más larga navegada de corrido en solitario y sin barco de apoyo en este tipo de embarcación entre dos puntos (Mahón, Menorca- Carloforte, Cerdeña. 200 millas náuticas), y la distancia más larga con escalas: 1000 millas (1800 kilómetros) entre Sotogrande y Bizerta.
Posteriormente cruzó el Estrecho de Gibraltar, navegando la costa marroquí, el Mar de Alborán y el Levante español hasta Jávea, para cruzar después a Formentera, Mallorca, Menorca, Cerdeña, La Galite (Túnez), y finalmente las costas tunecinas de Bizerta donde fue sorprendido por un gran temporal con olas de seis metros y vientos de 45 nudos que le hicieron naufragar.
Taronjí alcanzó la costa por sus medios la noche del 11 de noviembre de 2013.
En 2014 presentó el programa de TVE-1 Capitán Q Un formato producido por La Caña Brothers, que cosechó muy buenas cifras de audiencia y críticas muy favorables. El periodista fue distinguido con el premio Q de Calidad Turística, que entrega el ICTE, gracias a este formato.
En Capitán Q se convirtió en objeto de estudio en varios colegios españoles.
Desde 2016, presenta el programa de La 1, Aquí la Tierra, los domingos a las 20:30. 
Quico Taronjí también es un solicitado conferenciante, gracias a sus grandes dotes de comunicador y la pasión que transmite, logra conectar rápidamente con la audiencia. Sus ponencias se basan en su malogrado reto de cruzar en kayak trimarán (sin asistencia y en solitario) de Algeciras a Estambul, donde estuvo a punto de perder la vida durante una tormenta cuando se dirigía a Túnez. Esta aventura se recoge en el libro "Aislado" (ed. Harper Collins)
En 2021 fue pregonero del carnaval de Herencia.

## Programas
- Presentador de Informativos, TV Melilla (1998-2000).
- Presentador de Informativos, Onda 6 (2000-2002).
- Reportero de Andalucía Directo, Canal Sur 1 (2002-2005).
- Reportero de España Directo, La 1 (2005-2008).
- Reportero de El día por delante, La 1 (2008).
- Hombre del tiempo de Esta Mañana, La 1 (2008-2009).
- Co-presentador de La vuelta al mundo en directo, Antena 3 (2009).
- Presentador de Asalto al furgón del dinero, Telecinco (2009).
- Presentador de Soy Adicto, Cuatro (canal de TV) (2010).
- Presentador de Informe DEC, Antena 3 (Verano de 2010).
- Reportero de Qué quieres que te diga, Cuatro (canal de TV) (2011).
- Presentador Tarde Directo, La Sexta (2011).
- Co-presentador de Doble Página, Telemadrid (2012).
- Presentador de Capitán Q, La 1 (2014).
- Presentador de Aquí La Tierra en La 1, los domingos
- Presentador de ¡Más o menos!, Telemadrid (2022). Telemadrid a principios de marzo 2022 se canceló el programa siendo sustituido por cine. Los programas ya grabados que faltan por emitir los emitirá próximamente La Otra día y horario por decidir.

## Trabajos publicados
- Aislado (2015).[2] ISBN 978-84-608-4237-8